# Valdívia
Wanderson Ferreira de Oliveira (Jaciara, Brasil, 4 de octubre de 1994) conocido como Valdívia es un futbolista brasileño. Juega como mediocampista en el Jeonnam Dragons de la K League 2, segunda categoría del fútbol surcoreano.

## Clubes
| Club                     | País           | Año         |
| ------------------------ | -------------- | ----------- |
| Internacional            | Brasil         | 2013 - 2017 |
| Atlético Mineiro         | Brasil         | 2017        |
| São Paulo                | Brasil         | 2018        |
| Al-Ittihad               | Arabia Saudita | 2018        |
| Vasco da Gama            | Brasil         | 2019        |
| Sport Club Internacional | Brasil         | 2020        |
| Avaí FC                  | Brasil         | 2021        |
| Cuiabá                   | Brasil         | 2022        |

### Estadísticas
| Club                   | Temporada  | Liga  | Liga  | Estatal | Estatal | Copa Nacional | Copa Nacional | Copa Internacional | Copa Internacional | Total | Total |
| Club                   | Temporada  | Part. | Goles | Part.   | Goles   | Part.         | Goles         | Part.              | Goles              | Part. | Goles |
| ---------------------- | ---------- | ----- | ----- | ------- | ------- | ------------- | ------------- | ------------------ | ------------------ | ----- | ----- |
| Internacional · Brasil |            |       |       |         |         |               |               |                    |                    |       |       |
| 2013                   | 2          | 0     | -     | -       | -       | -             | -             | -                  | 2                  | 0     |       |
| 2014                   | 27         | 2     | 5     | 0       | 2       | 1             | 2             | 0                  | 36                 | 3     |       |
| 2015                   | 14         | 3     | 15    | 6       | 2       | 2             | 8             | 5                  | 39                 | 16    |       |
| Total club             | Total club | 43    | 5     | 20      | 6       | 4             | 3             | 10                 | 5                  | 77    | 19    |

## Palmarés

### Campeonatos regionales
| Título            | Club             | País   | Año  |
| ----------------- | ---------------- | ------ | ---- |
| Campeonato Gaúcho | SC Internacional | Brasil | 2014 |
| Campeonato Gaúcho | SC Internacional | Brasil | 2015 |
| Campeonato Gaúcho | SC Internacional | Brasil | 2016 |